# Centro Cultural Tijuana
El Centro Cultural Tijuana (CECUT) está ubicado en la ciudad de Tijuana, en el estado de Baja California, en México. 
Fue construido con la finalidad de fomentar la identidad nacional, consolidar la cultura nacional, integrar a la zona fronteriza al resto del país, coadyuvar a una mayor integración familiar y, además, fomentar el turismo cultural procedente de Estados Unidos.
Su objetivo principal es difundir y promover las artes y las actividades culturales en la región. En el 2015, registró 1 millón 708 mil 974 visitantes.
Es la institución que concentra la oferta cultural más amplia y diversa de la región noroeste, y la única infraestructura de la Secretaría de Cultura (antes Consejo Nacional para la Cultura y las Artes), que se halla fuera de la capital del país.
Durante tres años fue sede del Programa Cultural de las Fronteras, y en 1986 logró su autonomía con aprobación para ejercer su propio presupuesto y elaborar su programa de trabajo e integrar su propio Consejo de Administración.[cita requerida]
A partir de 1992, el CECUT alberga a la Orquesta de Baja California (OBC) y al Centro Hispanoamericano de Guitarra. El CECUT tiene identificados como usuarios a la comunidad local, regional y binacional. Atiende a la población escolar, artistas y creadores, instituciones académicas, instituciones afines, asociaciones y grupos civiles, medios de comunicación, empresas privadas y público en general.[cita requerida]
Fue sede de Tijuana Innovadora, evento creado en el 2010 que se lleva a cabo en las ediciones 2010 y 2012, hasta cambiar de sede al WTC Tijuana.

## Antecedentes
Desde la década de 1960 se presentaron propuestas para rectificar y encauzar el Río Tijuana de acuerdo con los planes de urbanización para Tijuana. Años más tarde, el estado de Baja California autorizó a la Junta Federal de Mejoras Materiales de Tijuana a crear un fraccionamiento llamado “Desarrollo Urbano Río Tijuana” en los terrenos ganados al cauce del mencionado río, donde también se contemplaba la construcción de vialidades, zonas residenciales, comerciales y de negocios, parques y áreas verdes, centro cívico, zonas escolares y deportivas, garita internacional, zona fiscal y otros servicios públicos federales, estatales y municipales. Sin embargo, es hasta el 14 de julio de 1978 que se autorizó a la Junta enajenar a título gratuito en favor del gobierno del estado de Baja California los terrenos destinados a crear diversos espacios en la zona señalada.
Estas disposiciones expedidas por el gobierno estatal se dieron en medio de una serie de planes del gobierno federal dirigidos al desarrollo e incorporación de la frontera a la dinámica económica del país con la finalidad mejorar el nivel de vida y reafirmar los valores nacionales de los habitantes de las zonas fronterizas.
Otra de las medidas del gobierno federal dirigidas a la frontera norte fue el Plan Nacional de Desarrollo Urbano. El reordenamiento territorial tenía como objetivos: relacionar la distribución en el territorio nacional de las actividades económicas y de la población, localizándolas en las zonas de mayor potencial del país; promover el desarrollo urbano integral y equilibrado en los centros de población; propiciar condiciones favorables para que la población pudiera resolver sus necesidades de suelo urbano, vivienda, servicios públicos, infraestructura y equipamientos urbanos, y mejorar y preservar el medio ambiente en los asentamientos humanos. Entre sus programas de acción estaba el Programa de Dotación de Infraestructura para Centros Turísticos. El gobierno federal colocaba al turismo en un lugar primordial dentro de los planes nacionales junto con el desarrollo urbano. La actividad turística era considerada como un factor estratégico de la política económica debido a su importancia en la creación de empleos, el ingreso de divisas y el desarrollo regional equilibrado. Para impulsar esta actividad el gobierno federal autorizó estímulos fiscales. Además, se consideraba que esta actividad sería un factor de conocimiento, intercambio e integración de los mexicanos entre sí y con el resto de la población mundial; “la riqueza humana, cultural y geográfica” de México le auguraba un potencial desarrollo turístico que se acrecentaría con la demanda.
El turismo y la cultura tuvieron una relación estrecha en los planes del Estado mexicano, ya que una de las principales atracciones que se le ofrecía al turista era la riqueza cultural del país. Este interés se reflejaría en Baja California, principalmente en Tijuana, a principios de la década de 1980 a través de las acciones del Fondo Nacional para Actividades Sociales (FONAPAS) creado el 31 de enero de 1977.
Carmen Romano, la esposa del presidente López Portillo, estaba al frente del FONAPAS, demostró interés por fomentar la cultura, sobre todo en la zona fronteriza del norte del país, en donde buscaba impulsar el desarrollo educativo y económico y convertir a estas localidades en ciudades de cultura.
Al hacer públicas estas intenciones, Guadalupe Kirarte y Conrado Acevedo buscaron la manera de tener contacto con los directivos del FONAPAS, sin intervención del gobierno del estado de Baja California, para hablar sobre la posibilidad de crear una institución de cultura en Tijuana. Acevedo Cárdenas, al estar al frente del desarrollo de la zona Otay, puso a disposición de Carmen Romano el terreno que quisiera para su construcción dentro de esta área. Sin embargo, la oferta no fue aceptada. Otra propuesta para la instalación del centro cultural fue la antigua escuela Álvaro Obregón pero igualmente se rechazó la propuesta.
El 23 de abril de 1977 llegó a Tijuana Antonio Juan Marcos Issa, el nuevo director general del FONAPAS, quien se entrevistó con el gobernador Milton Castellanos para fijar las bases del establecimiento del FONAPAS en Baja California. En esta reunión estuvieron presentes Rodolfo Stavenhagen, subsecretario de Educación Popular, y un grupo de técnicos, sociólogos y promotores de Cultura Popular, quienes recorrieron la ciudad para conocer la infraestructura cultural. El lugar donde se construiría el nuevo centro cultural debía cumplir ciertas características que reflejaran la importancia del proyecto; además, debido a su gigantesca población flotante, Tijuana debía contar con un edificio que fuera baluarte de la cultura nacional.
Se seleccionó el terreno de la manzana 72 del fraccionamiento “Desarrollo Urbano Río Tijuana”, ubicado sobre una de las avenidas más importantes (Paseo de los Héroes) de la ciudad. Esta área formaba parte de la nueva zona turística de Tijuana con la que se pretendía alcanzar una “revalorización” de la ciudad.
El FONAPAS solicitó a la Junta Federal de Mejoras Materiales de Tijuana la donación del predio, el cual fue cedido el 26 de agosto de 1977. Con esta concesión se incrementaría el patrimonio del Fondo y cumpliría con los fines que motivaron su creación.
A petición de Carmen Romano, el arquitecto Pedro Ramírez Vázquez encabezaría el proyecto del FONAPAS en Tijuana debido a su experiencia en el proyecto de los museos de Programa Nacional Fronterizo (PRONAF) a principios de los sesenta. Sin embargo, como en ese momento Ramírez Vázquez encabezaba la Secretaría de Asentamientos Humanos y Obras Públicas (SAHOP) el proyecto fue ejecutado por el arquitecto Manuel Rosen Morrison, aunque Ramírez dirigió la construcción junto a Rosen.
Finalmente, el 25 de junio de 1980 dio inicio la construcción del Centro Cultural en Tijuana, Centro Cultural y Turístico FONAPAS como se le conocería en los primeros años. La construcción no avanzó como se esperaba y tuvo varias propuestas de fechas de conclusión, principalmente basadas en el apuro de Carmen Romano por concluir la obra y el agotamiento del presupuesto. Los atrasos en la construcción eran evidentes. La ampliación de la obra así como la devaluación de la moneda habían retrasado su conclusión que inicialmente estaba programada para junio de1981. Se acordó ampliar el término cuando se decidió incluir teatros, museos, salones especiales para actividades artísticas y un cine ‘espacial’ de mayor dimensión que el de San Diego en el parque Balboa. Se consideraba que con el ritmo de las últimas semanas, la obra no se terminaría durante la presidencia de López Portillo, ya que sólo quedaban 8 meses de mandato. A pesar de las demoras, el Centro Cultural FONAPAS era considerado como la obra más importante en la República Mexicana después del Museo de Antropología e Historia y el Museo Rufino Tamayo, y se justificaba la gran inversión con los resultados que traería en el incremento de las actividades culturales en Baja California.
A marchas forzadas las obras continuaron en 1982, aunque las dificultades también ya que para marzo de ese año el presupuesto se había agotado. Finalmente se inauguró el 20 de octubre de 1982 se inauguró oficialmente el Centro Cultural FONAPAS. El presidente de la República, José López Portillo, y su esposa, Carmen Romano, encabezaron la ceremonia junto con Alfredo Elías Ayub, director general de FONAPAS, y Roberto de la Madrid Romandía, gobernador de Baja California. A la ceremonia asistieron casi un millar de invitados, los cuales asistieron a la función de la película "El pueblo del sol" preparada especialmente para este acto.
No se logró tener listas todas las áreas para el evento inaugural. El Centro Cultural quedó habilitado con el Omnimax, el Museo, un restaurante, una zona comercial, jardines interiores, el área de oficinas y el estacionamiento; tiempo después del acto oficial se inauguraron la Sala de espectáculos, el jardín arqueológico y el teatro Caracol. A pesar de estos pendientes, el diseño de la construcción en conjunto era sorprendente.

## Arquitectura
Construido en un lote de 35,445 metros cuadrados y diseñado por los arquitectos Pedro Ramírez Vázquez y Manuel Rosen Morrison, el Cecut se incorporó de manera casi instantánea al paisaje urbano. Simultáneamente se convirtió en icono de la ciudad, tanto por su ubicación en el corazón de la zona más moderna de Tijuana como por la forma esférica de uno de sus edificios, el cine, conocido popularmente como “La Bola” o “Cine Bola”, nombre que proviene del domo cine planetario que sirve, además, para exhibir películas en formato Omnimax.[cita requerida]
El significado de la edificación refleja el interés por fortalecer la cultura e identidad nacionales dado que detrás de su apariencia vanguardista, tal como se señala en los textos conmemorativos del CECUT, está una tradición arquitectónica nacional y la incorporación de recursos aportados por el diseño universal. Las manifestaciones arquitectónicas de la época precolombina presentes en el edificio del CECUT se expresa en una severa geometría de claroscuros, macizos y grandes muros, la gran plaza y la plaza menor o prevestíbulo del museo y el teatro. Se edificó la geometría de la esfera, que complementada con sus salidas de emergencia y escalinatas derivó en la imaginación de muchos como una bola sostenida por dos manos, que dio como consecuencia que se le bautizara popularmente como “La Bola”.

## Áreas que lo integran
- El Domo IMAX, creado en 1988, fue la segunda sala con formato IMAX en el país. Ha proyectado más de 80 películas en este formato. Cuenta con 307 butacas.[18]
- La Sala de espectáculos, con aforo para 995 personas, cuenta con foso para orquesta de 60 músicos, es el auditorio más grande de la ciudad y es sede de la OBC.[19]
- El Cubo es un espacio de exhibición museográfica y artística, integrado por un vestíbulo, tres terrazas, un mezzanine y el llamado Pasillo Inglés- Cuenta con especificaciones técnicas para presentar cualquier tipo de exhibición nacional o internacional.
- Cubo Bistro, restaurante con cocina diseñada por el chef de la cocina "Baja Med", Javier Plascencia
- La Estación Vizcaíno es un patio dedicado a exposiciones de carácter local. El nombre hace alusión a la escultura de Rubén Vizcaíno Valencia, que se halla en el lugar.[20]
- El Museo de las Californias permite dar un vistazo a la historia de Baja California desde la época prehistórica, cuenta con 2 200 metros cuadrados de exhibición y fue inaugurado en el 2000.[21]
- La Sala Carlos Monsiváis es una sala cinematográfica creada en el 2011 con el objetivo de ser "un lugar de encuentro para público general entusiasta, directores, guionistas, videoastas, actores e instituciones públicas y privadas de la industria cinematográfica".[22] Posee 270 butacas, y en ella se proyecta cinematografía mundial, cine mexicano y latinoamericano, además de cine para los niños y jóvenes.[20]
- Acuario: el 26 de noviembre del 2012 se incorporó el acuario, que alberga más de 500 especies del Golfo de California y del Océano Pacífico.[23]
- CECUTi: Este espacio tiene la misión de albergar públicos familiares y escolares que deseen disfrutar de una lectura recreativa y formativa en un ambiente acogedor y de libertad de aproximación a la lectura y al juego. En este sentido, el CECUTi cumple con el perfil de ludoteca que incluye el equipamiento de juegos, rescatando así uno de los derechos infantiles que establece la UNESCO: el derecho al juego como punto de partida indispensable para el desarrollo integral del niño; un lugar donde encontrarás diversas actividades que fomentan el hábito y el gusto por la lectura desde las primeras etapas del desarrollo infantil.
- Jardín Botánico: es un espacio de 6400 metros cuadrados que preserva 150 especies vegetales de la región sudcaliforniana.[24]